# Trio Spalato
Trio Spalato je splitski komorni glazbeni sastav. Izvode klasičnu glazbu. Članovi su Marica Vilibić (violina), Frano Igor Barović (rog), Petra Filimonović (klavir).

## Vanjske poveznice
- SoundGuardian  Arhivirana inačica izvorne stranice od 29. siječnja 2020. (Wayback Machine)